# Жук, Ирина Геннадьевна
Ири́на Генна́дьевна Жук (урождённая Яколце́вич) (бел. Ірына Жук Генадзеўна (Якалцэвіч); род. 26 января 1993, Гродно) — белорусская прыгунья с шестом, 13-кратная чемпионка Белоруссии (2013, 2015—2017, 2019—2020 — на открытом воздухе; 2012, 2015—2019, 2022 — в помещении), участница Олимпийских игр (2016, 2020). Мастер спорта международного класса.

## Биография и карьера
Родилась 26 января 1993 года в Гродно. С 6 лет занималась спортивной гимнастикой, а уже в 14 лет отдала предпочтение прыжкам с шестом. Воспитанница гродненской СДЮШОР. Единственным тренером с 2007 года является Ковальчук Юрий Георгиевич.
Дебютировала на международной арене в 2010 году на летних юношеских Олимпийских играх. В 2016 году на своей дебютной Олимпиаде не прошла в финал, заняв в квалификации 34-е место.
В августе 2017 года завоевала золотую медаль в прыжках с шестом на Всемирной универсиаде в Тайбэе с результатом 4,40 метра. В 2018 году установила рекорд Белоруссии на соревнованиях Meeting Pro Athlé de Nancy во французском Нанси, преодолев планку на высоте 4,66 метра и одержав уверенную победу. Прежнее достижение в прыжках в высоту у женщин в белорусской команде было установлено Анастасией Шведовой в 2010 году (4,65 м).
Летом 2019 года вновь обновила рекорд Белоруссии, но уже на соревнованиях XIV Hopp Parádé в венгерском Секешфехерваре (4,67 м). В августе Ирине удалось ещё раз превзойти собственное достижение. На чемпионате страны легкоатлетка обновила рекорд Белоруссии (4,70 м), а также выполнила норматив на Олимпийские игры 2020 года в Токио. В конце сентября на Чемпионате мира заняла 7-е место, повторив свой личный рекорд и рекорд страны (4,70 м).
В январе 2021 года на Кубке Белоруссии установила новый национальный рекорд в помещении (4,66 м), а уже в феврале на Мировом легкоатлетическом туре в Мадриде обновила его, покорив 4,67 метра. В конце этого же месяца она дважды обновила свой же рекорд на международном турнире во Франции, где заняла 2-е место (4,68 и 4,73 метра).
В марте на Чемпионате Европы в помещении в польском Торуне завоевала бронзовую медаль с результатом 4,65 метра.
В мае спортсменке удалось вновь обновить рекорд Белоруссии. На втором в сезоне этапе Бриллиантовой лиги в Дохе Ирина со второй попытки взяла планку на высоте 4,74 метра и заняла итоговое шестое место.
6 февраля 2022 года в рамках международного турнира Pre-meeting Perche Elite Tour, проходившего во Франции, установила рекорд Белоруссии, преодолев планку на высоте 4,77 метра. Спустя полторы недели стала второй на этапе во французском Льевене, покорив вершину 4,80 метра и уступив россиянке Анжелике Сидоровой.

## Личная жизнь
21 апреля 2017 года вышла замуж за десятиборца Виталия Жука. До этого момента они встречались чуть меньше двух лет.

## Основные результаты
| Год  | Соревнования                      | Место проведения         | Место  | Результат | Прим.  |
| ---- | --------------------------------- | ------------------------ | ------ | --------- | ------ |
| 2010 | Летние юношеские Олимпийские игры | Сингапур                 | 10     | 3,90 м    | [ 29 ] |
| 2012 | Чемпионат мира среди юниоров      | Барселона, Испания       | 16 (q) | 3,95 м    | [ 30 ] |
| 2015 | Чемпионат Европы среди молодёжи   | Таллин, Эстония          | 4      | 4,25 м    | [ 31 ] |
| 2016 | Чемпионат Европы                  | Амстердам, Нидерланды    | 12     | 4,35 м    | [ 32 ] |
| 2016 | Летние Олимпийские игры           | Рио-де-Жанейро, Бразилия | 34 (q) | 4,15 м    | [ 33 ] |
| 2017 | Чемпионат Европы в помещении      | Белград, Сербия          | 12     | 4,40 м    | [ 34 ] |
| 2017 | Командный чемпионат Европы        | Лилль, Франция           | 2      | 4,60 м    | [ 35 ] |
| 2017 | Чемпионат мира                    | Лондон, Великобритания   | —      | NM        | [ 36 ] |
| 2017 | Универсиада                       | Тайбэй, Китайский Тайбэй | 1      | 4,40 м    | [ 37 ] |
| 2018 | Чемпионат Европы                  | Берлин, Германия         | 7      | 4,55 м    | [ 38 ] |
| 2019 | Чемпионат Европы в помещении      | Глазго, Великобритания   | 6      | 4,65 м    | [ 39 ] |
| 2019 | Чемпионат мира                    | Доха, Катар              | 7      | 4,70 м    | [ 40 ] |
| 2021 | Чемпионат Европы в помещении      | Торунь, Польша           | 3      | 4,65 м    | [ 41 ] |
| 2021 | Олимпийские игры                  | Токио, Япония            | 8      | 4,50 м    | [ 42 ] |